# Chalmelh (Alier)
Chalmelh (en francès Charmeil) és un municipi francès, situat al departament de l'Alier i a la regió d'Alvèrnia-Roine-Alps. L'any 2007 tenia 724 habitants.

## Demografia

### Població
El 2007 la població de fet de Charmeil era de 724 persones. Hi havia 300 famílies de les quals 60 eren unipersonals (20 homes vivint sols i 40 dones vivint soles), 120 parelles sense fills, 100 parelles amb fills i 20 famílies monoparentals amb fills.
La població ha evolucionat segons el següent gràfic:
Habitants censats

### Habitatges
El 2007 hi havia 311 habitatges, 294 eren l'habitatge principal de la família, 5 eren segones residències i 12 estaven desocupats. 300 eren cases i 9 eren apartaments. Dels 294 habitatges principals, 232 estaven ocupats pels seus propietaris, 58 estaven llogats i ocupats pels llogaters i 4 estaven cedits a títol gratuït; 6 tenien dues cambres, 41 en tenien tres, 109 en tenien quatre i 138 en tenien cinc o més. 249 habitatges disposaven pel capbaix d'una plaça de pàrquing. A 114 habitatges hi havia un automòbil i a 166 n'hi havia dos o més.

### Piràmide de població
La piràmide de població per edats i sexe el 2009 era:
| Homes | Edats   | Dones |
| ----- | ------- | ----- |
| 0     | 95 o +  | 0     |
| 0     | 90 a 94 | 0     |
| 4     | 85 a 89 | 4     |
| 4     | 80 a 84 | 4     |
| 12    | 75 a 79 | 0     |
| 4     | 70 a 74 | 20    |
| 24    | 65 a 69 | 12    |
| 4     | 60 a 64 | 12    |
| 20    | 55 a 59 | 32    |
| 24    | 50 a 54 | 32    |
| 16    | 45 a 49 | 20    |
| 52    | 40 a 44 | 32    |
| 36    | 35 a 39 | 48    |
| 4     | 30 a 34 | 16    |
| 4     | 25 a 29 | 12    |
| 8     | 20 a 24 | 0     |
| 20    | 15 a 19 | 36    |
| 28    | 10 a 14 | 28    |
| 8     | 5 a 9   | 20    |
| 20    | 0 a 4   | 28    |

## Economia
El 2007 la població en edat de treballar era de 469 persones, 330 eren actives i 139 eren inactives. De les 330 persones actives 305 estaven ocupades (158 homes i 147 dones) i 25 estaven aturades (9 homes i 16 dones). De les 139 persones inactives 55 estaven jubilades, 35 estaven estudiant i 49 estaven classificades com a «altres inactius».

### Ingressos
El 2009 a Charmeil hi havia 287 unitats fiscals que integraven 702 persones, la mediana anual d'ingressos fiscals per persona era de 18.806 €.

### Activitats econòmiques
Dels 65 establiments que hi havia el 2007, 1 era d'una empresa extractiva, 1 d'una empresa alimentària, 2 d'empreses de fabricació de material elèctric, 4 d'empreses de fabricació d'altres productes industrials, 6 d'empreses de construcció, 34 d'empreses de comerç i reparació d'automòbils, 2 d'empreses de transport, 4 d'empreses d'hostatgeria i restauració, 1 d'una empresa financera, 2 d'empreses immobiliàries, 1 d'una empresa de serveis, 2 d'entitats de l'administració pública i 5 d'empreses classificades com a «altres activitats de serveis».
Dels 19 establiments de servei als particulars que hi havia el 2009, 5 eren tallers de reparació d'automòbils i de material agrícola, 2 guixaires pintors, 2 fusteries, 1 lampisteria, 2 perruqueries, 4 restaurants, 1 agència immobiliària i 2 salons de bellesa.
Dels 10 establiments comercials que hi havia el 2009, 1 era una gran superfície de material de bricolatge, 1 una fleca, 1 una carnisseria, 1 una botiga d'equipament de la llar, 3 botigues de mobles, 1 un drogueria, 1 una perfumeria i 1 una floristeria.
L'any 2000 a Charmeil hi havia 7 explotacions agrícoles que ocupaven un total de 135 hectàrees.

## Equipaments sanitaris i escolars
El 2009 hi havia una escola elemental.

## Poblacions properes
El següent diagrama mostra les poblacions més properes.